# Nuestra Señora de Lourdes
Nuestra Señora de Lourdes es una advocación mariana católica refiriéndose a las dieciocho apariciones que Bernadette Soubirous afirmó haber presenciado en 1858 en la gruta de Massabielle, en las afueras de la ciudad de Lourdes, en Francia, en las estribaciones de los Pirineos.
Ya en vida de Bernadette, multitud de católicos creyeron en las apariciones de la Virgen María como vehículo de la gracia de Dios, y el papa Pío IX autorizó al obispo local para que permitiera la veneración de la Virgen María en Lourdes en 1862, unos diecisiete años antes de la muerte de Bernadette.
Bernadette Soubirous fue proclamada santa por Pío XI el 8 de diciembre de 1933. Desde entonces, la advocación de la Virgen María como Nuestra Señora de Lourdes ha sido motivo de gran veneración, y su santuario es uno de los más visitados del mundo: unos 8 000 000 de personas peregrinan allí cada año.
Nuestra Señora de Lourdes está asociada al dogma católico de la Inmaculada Concepción, ya que la visión se presentó a Bernadette bajo este nombre, según lo que ella afirmó. La Iglesia católica invoca a Nuestra Señora de Lourdes como patrona de los enfermos, porque muchos de ellos acuden a Lourdes por la reputación milagrosa del agua de Lourdes.

## Apariciones
Bernadette Soubirous, una adolescente pobre y analfabeta de catorce años de edad, aseguró haber visto en dieciocho ocasiones a la Virgen María en la gruta de Massabielle, al occidente de Lourdes entre el 11 de febrero y el 16 de julio de 1858.
Ella decía que se le aparecía una señora joven, vestida de blanco con una cinta de color azul a la cintura, con las manos juntas en actitud de oración, con un rosario colgándole del brazo, con una rosa dorada en cada pie y un velo blanco cubría su cabello.[cita requerida]
En la tercera aparición, la niña aseguró haber hablado con la Señora en gascón, dialecto occitano que se usa en la zona, la cual se dirigió a ella usando el "usted" (voi) de cortesía y pidiéndole: "¿Me haría usted el favor de venir aquí durante quince días?" (Boulet aoue era gracia de bié aci penden quinze dias?). Bernadette le prometió que lo haría. A su vez, la Señora le anunció que no le prometía hacerla feliz en este mundo, sino en el otro.
En sucesivas apariciones, el mensaje fue tomando cuerpo:
- Invitación a la penitencia y a la oración por los pecadores (21 de febrero).
- Invitación a vivir una pobreza más evangélica .
- Solicitud de que se hicieran procesiones a la gruta y le fuera erigida allí una capilla (2 de marzo).

El 25 de febrero, según testificó Bernadette, la Virgen le dijo que fuera a tomar agua de la fuente y que comiera de las plantas que crecían libremente allí. Ella interpretó que debía ir a tomar agua del cercano río Gave y hacia allá se dirigió. Pero la Señora le enseñó con el dedo que escarbara en el suelo. Al excavar en el fango e intentar beber, Bernadette ensució su rostro, y sus gestos y apariencia fueron motivo de escepticismo por parte de muchas de las 350 personas presentes, ya que el manantial no se manifestó de inmediato. Sin embargo, poco después surgió una fuente de agua que, hasta el día de hoy, es meta de peregrinaciones por parte de muchos católicos y que ha sido testigo de numerosos milagros. El manantial que brotó aquel 25 de febrero de 1858 produce cien mil litros de agua por día, de forma continua desde aquella fecha hasta nuestros días.
Ante la reiterada petición de Bernardette de que revelara su nombre, el 25 de marzo de 1858 (en su decimosexta aparición) la Señora le dijo : "Que soy era Immaculada Councepciou" ("Yo soy la Inmaculada Concepción"). El dogma católico de la Inmaculada Concepción de la Virgen María había sido solemnemente proclamado el 8 de diciembre de 1854, tres años antes. La expresión resultaba ajena al vocabulario de Bernadette y, en principio, fue motivo de desconcierto, tanto en el propio Padre Peyramale -párroco de Lourdes- como en otras autoridades eclesiásticas y civiles. Sin embargo, Bernadette mantuvo una consistente actitud de calma durante todos los incisivos interrogatorios que se le hicieron, sin cambiar su historia ni su actitud, ni pretender tener un conocimiento más allá de lo dicho respecto de las visiones descritas.

## Aprobación eclesiástica

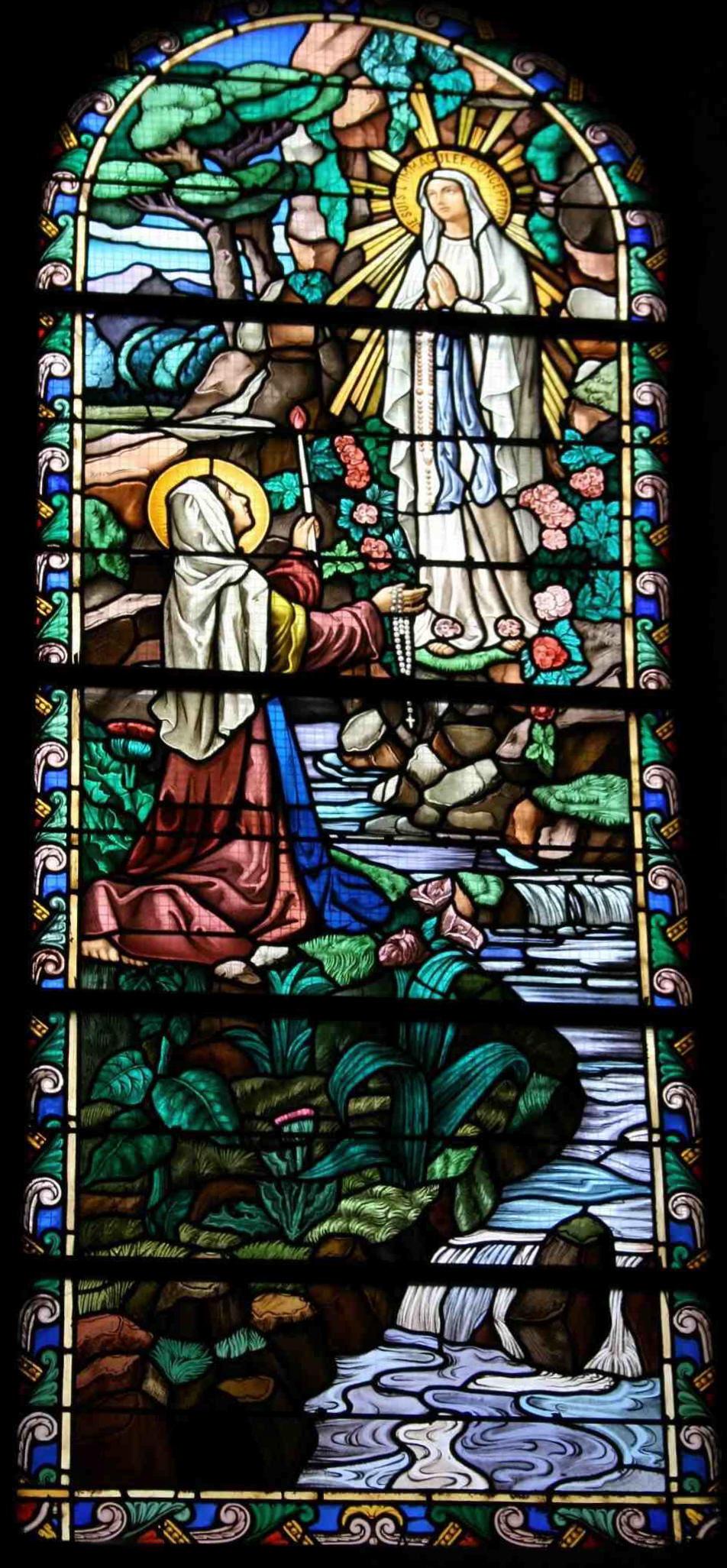
Bernadette y la aparición de la Virgen María. Bonneval.

El último interrogatorio ante la comisión eclesiástica, presidida por el obispo de Tarbes, Laurence, fue el 1 de diciembre de 1860. El anciano obispo terminó emocionado, al repetir Bernadette el gesto y las palabras que la Virgen hiciera el 25 de marzo de 1858: “Yo soy la Inmaculada Concepción”.
El 18 de enero de 1862, Laurence publicó la carta pastoral con la cual declaró que "la Inmaculada Madre de Dios se ha aparecido verdaderamente a Bernadette". En ese mismo año, el papa Pío IX autorizó al obispo local para que permitiera la veneración de la Virgen María en Lourdes. Desde entonces los diversos pontífices han apoyado de varias formas la devoción y la peregrinación al santuario. El papa Pío X extendió la celebración de la memoria a toda la Iglesia. El 9 de noviembre de 1907 el Papa Pío X introdujo la indulgencia de 300 días por cada invocación a Nuestra Señora de Lourdes.
Pío XI ratificó definitivamente la celebración de Nuestra Señora de Lourdes al beatificar a Bernadette el 6 de junio de 1925, y canonizarla en la Solemnidad de la Inmaculada Concepción del Año Santo de la Redención, el 8 de diciembre de 1933. En 1937, el mismo Pío XI nombró a Eugenio Pacelli como delegado papal para visitar y venerar personalmente a la Virgen en Lourdes. El 8 de septiembre de 1953, en conmemoración del centenario del dogma de la Inmaculada Concepción, el papa Pío XII, decretó en su Carta Encíclica Fulgens Corona la celebración de un Año Mariano –el primero en la historia de la Iglesia católica– en todo el mundo, mientras describía los sucesos de Lourdes con las siguientes palabras:

"Y parece como si la Virgen Santísima hubiera querido confirmar de una manera prodigiosa el dictamen que el Vicario de su divino Hijo en la tierra, con el aplauso de toda la Iglesia, había pronunciado. Pues no habían pasado aún cuatro años cuando cerca de un pueblo de Francia, en las estribaciones de los Pirineos, la Santísima Virgen, vestida de blanco, cubierta con cándido manto y ceñida su cintura de faja azul, se apareció con aspecto juvenil y afable en la cueva de Massabielle a una niña inocente y sencilla, a la que, como insistiera en saber el nombre de quien se le había dignado aparecer, ella, con una suave sonrisa y alzando los ojos al cielo, respondió: «Yo soy la Inmaculada Concepción». Bien entendieron esto, como era natural, los fieles, que en muchedumbres casi innumerables, acudiendo de todas las partes en piadosas peregrinaciones a la gruta de Lourdes, reavivaron su fe, estimularon su piedad y se esforzaron por ajustar su vida a los preceptos de Cristo (...)"
Pío XII, Carta encíclica Fulgens Corona, N° 3-4

### Naturaleza de la aprobación
Las apariciones se catalogan como revelaciones privadas y no públicas. Esto significa que la Iglesia no las considera artículos de fe; no incorporan material nuevo como objeto de fe de la Iglesia, ni se requiere que sus fieles crean en ellas para obtener la salvación. En la fe de la Iglesia católica, Dios elige a quién curar y por qué medios, pues “sus pensamientos no son los míos, ni sus caminos son mis caminos, dice el Señor” (Isaías 55, 8). En el decir de Blaise Pascal, «Dios tiene sus razones que nuestra razón no conoce».

### Consecuencias de la aprobación

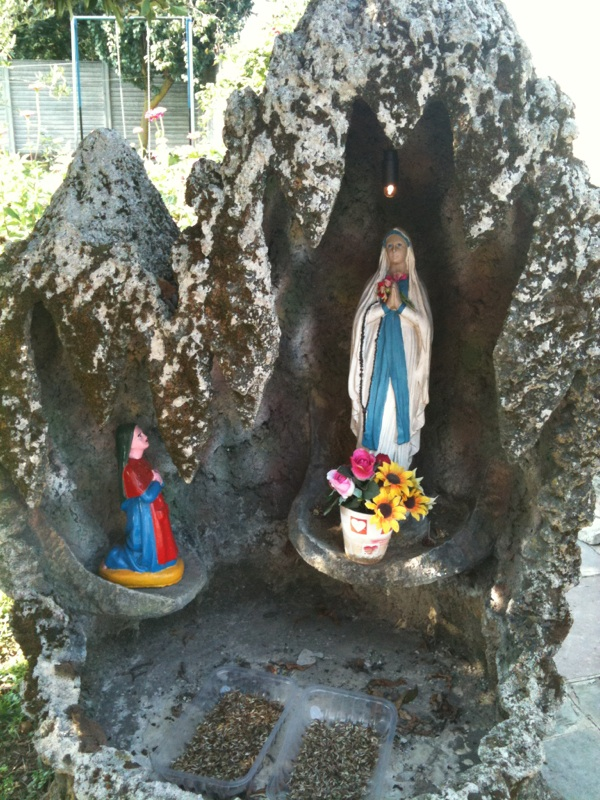
Estatuillas que representan la aparición de María a Bernadette en una cueva de Lourdes

Por otra parte, las autoridades de la Iglesia católica han expresado explícitamente su devoción a Nuestra Señora de Lourdes de distintas formas. El 25 de marzo de 1958, centenario de aquella aparición en la que la "Señora" se presentó con las palabras "Yo soy la Inmaculada Concepción", el cardenal Angelo G. Roncalli —más tarde papa Juan XXIII, canonizado en 2014— consagró la gran basílica subterránea de san Pío X. En la clausura del centenario de las apariciones de Lourdes, lo expresó así: "La Iglesia, por la voz de sus papas, no cesa de recomendar a los católicos que presten atención al mensaje de Lourdes".
El calendario litúrgico católico celebra la Festividad de Nuestra Señora de Lourdes el día de la primera aparición, es decir, el 11 de febrero. En 1992, el papa Juan Pablo II instituyó la celebración de la Jornada Mundial del Enfermo a realizarse el 11 de febrero de cada año, en memoria litúrgica de Nuestra Señora de Lourdes.
En 1983 y 2004, Juan Pablo II en persona visitó Lourdes, al igual que lo haría su sucesor Benedicto XVI el 15 de septiembre de 2008, en conmemoración del 150 aniversario de las apariciones de 1858.
Hoy, el Santuario de Nuestra Señora de Lourdes es uno de los sitios principales de peregrinaje católico en el mundo. Con una población de aproximadamente 15 000 habitantes, Lourdes recibe actualmente la visita de unos 8 000 000 de peregrinos por año.

## Representación
La imagen de la Virgen de Lourdes que los fieles católicos veneran sigue en general la descripción que Bernadette hiciera de la Señora:
- Joven.
- Vestida de blanco con una cinta de color azul a la cintura.
- Con las manos juntas en actitud orante.
- Con un rosario colgándole del brazo.
- Con una rosa dorada en cada pie.
- Un velo blanco cubría su cabello.

## Patronazgo de los enfermos
La Iglesia católica siempre consideró a la Virgen María como una figura íntimamente próxima a todo sufrimiento humano, desde aquel momento descrito por el Evangelio de Juan:

"Junto a la cruz de Jesús, estaban su madre y la hermana de su madre, María, mujer de Cleofás y María Magdalena. Jesús, viendo a su madre y junto a ella al discípulo a quien amaba, dice a su madre: «Mujer, ahí tienes a tu hijo.» Luego dice al discípulo: «Ahí tienes a tu madre». Y desde aquella hora el discípulo la acogió en su casa"
Juan 19, 25-27

A partir de los hechos testimoniados por Bernadette Soubirous, la Iglesia católica consideró a la Virgen María, en su advocación de Nuestra Señora de Lourdes, la patrona de los enfermos.
Es importante señalar que tanto las apariciones de Lourdes como la existencia de hechos "no explicables científicamente por las leyes naturales" no constituyen artículos de fe —estos últimos incluidos en el Credo—.
"Le Bureau des Constatations Médicales" y de "Le Comité Médical International" de Lourdes, que rigen el análisis científico de las curaciones producidas en Lourdes, lo hacen de forma sumamente estricta. De los aproximadamente 7000 expedientes de curación registrados desde las apariciones, solo 70 casos han sido reconocidos por la Iglesia como milagros en un siglo y medio. "La Iglesia siempre ha sido muy cuidadosa acerca de las curaciones", dijo el facultativo francés Patrick Theillier, director de la oficina médica. "Prefiere no reconocer un milagro verdadero a proclamar uno donde no existe". En efecto, tal es el grado de rigor manifestado en este tema que la curación de Marie Bailly, aquejada de peritonitis tuberculosa en último estadio (el famoso "Dossier 54" de los Archivos de "Le Bureau des Constatations Médicales" de Lourdes), y testimoniada por el mismísimo -y por entonces escéptico- Dr. Alexis Carrel (Premio Nobel de Fisiología o Medicina en 1912), no se encuentra incluida entre los casos considerados milagrosos por la Iglesia católica, simplemente por una constatación insuficiente del estado psíquico de la paciente previo a su curación (ver detalles más adelante).

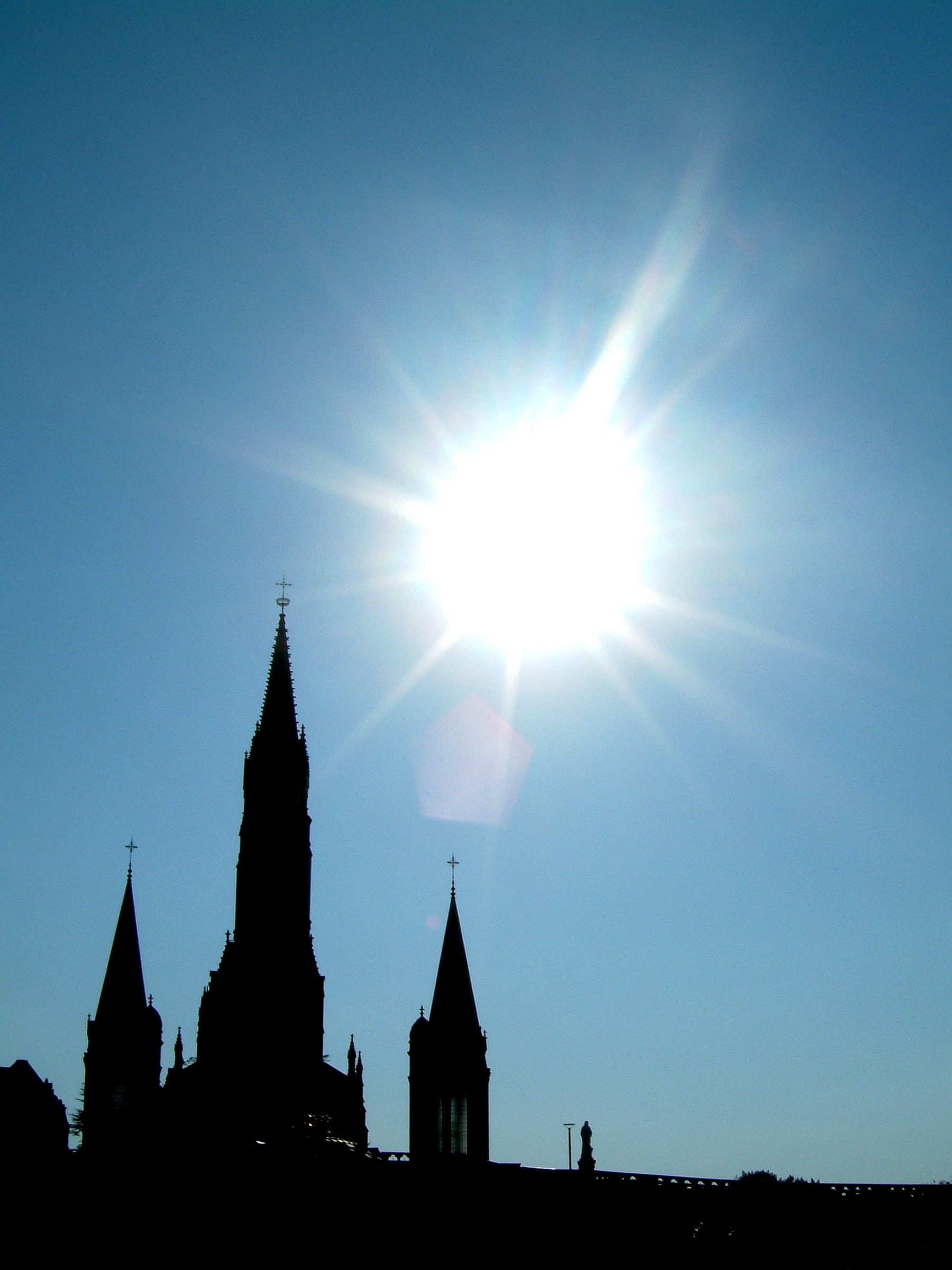
Silueta del Santuario de Lourdes recortada en el cielo

La persona más joven que se considera recibió esa gracia fue un niño de 2 años: Justin Bouhort, de Lourdes (Francia), que padecía hipotrepsia crónica post infecciosa con retardo del desarrollo motor. El más reciente reconocimiento de un milagro por parte de la Iglesia católica sobrevino en el año 2011. Asimismo, se reconoció que 6 milagros tuvieron lugar por intercesión de Nuestra Señora de Lourdes sin que los enfermos viajaran a Lourdes. Más del 70 % de los milagros se produjeron por contacto con el agua de Lourdes. Para que una curación se considere milagrosa se deben cumplimentar una serie de requisitos, entre los que se cuentan:
- Que la dolencia sea incurable, desde un punto de vista científico.
- Que se haya puesto de manifiesto la total ineficacia de los medicamentos o protocolos empleados en su tratamiento.
- Que la curación haya sobrevenido de forma súbita y no gradual.
- Que la curación haya sido absoluta, con efectos duraderos, y no solamente una remisión.
- Que la curación no sea el resultado de una interpretación derivada del estado psíquico de la persona.

Un total de 70 casos de curación fueron considerados milagrosos por la Iglesia católica. Entre ellos se cuentan los siguientes:
- Jeanne Fretel, de Rennes. Visitó Lourdes el 10 de mayo de 1948, a los 31 años. Tenía peritonitis tuberculosa, con enflaquecimiento extremo y fiebre. Fue llevada a Lourdes en estado comatoso. Le fue dado un fragmento minúsculo de Eucaristía y despertó. Se informó que fue "inmediata y permanentemente curada" esa noche mientras yacía en su silla de ruedas al lado del manantial. Ella todavía no se había bañado en el manantial, ni bebido de su agua. Su curación fue reconocida oficialmente el 11 de noviembre de 1950.

- Hermano Léo Schwager, de Friburgo, Suiza. Visitó Lourdes el 30 de abril de 1952, a la edad de 28 años. Sufría esclerosis múltiple desde los 5 años. Su curación fue reconocida oficialmente el 18 de diciembre de 1960.

- Alicia Couteault, de Bouille-Loretz. Visitó Lourdes el 15 de mayo de 1952, a la edad de 34 años. Sufría esclerosis múltiple desde hacía tres años. Su curación fue reconocida oficialmente el 16 de julio de 1956.

- Marie Bigot, de La Richardais. Visitó Lourdes en dos oportunidades, el 8 de octubre de 1953 y 10 de octubre de 1954, a la edad de 31 y 32 años respectivamente. Padecía de aracnoiditis a nivel de la fosa posterior (causal de su ceguera, sordera y hemiplegia). Su curación fue reconocida oficialmente en Rennes, el 15 de agosto de 1956.

- Ginette Nouvel, de Carmaux. Visitó Lourdes el 21 de septiembre de 1954 a la edad de 26 años. Padecía el Síndrome de Budd-Chiari –trombosis de las ramas principales de las venas suprahepáticas–. Su curación fue reconocida el 31 de mayo de 1963 en la diócesis de Albi.

- Elisa Aloi, luego Elisa Varcalli, de Patti, Italia. Visitó Lourdes el 5 de junio de 1958, a la edad de 27 años. Padecía tuberculosis osteoarticular y fístulas en diversos sitios del miembro inferior derecho. Su curación fue reconocida el 26 de mayo de 1965 en la diócesis de Messina.

- Juliette Tamburini, de Marsella. Visitó Lourdes el 17 de julio de 1959, a la edad de 22 años. Padecía osteoperiostitis femoral con fístulas y epistaxis. Su curación fue reconocida el 11 de mayo de 1965 en la diócesis de Marsella.

- Vittorio Micheli, de Scurelle, Italia. Visitó Lourdes el 1 de junio de 1963, a la edad de 23 años. Padecía de sarcoma (cáncer) de pelvis. Su tumor canceroso era tan grande y terrible que desencajó su muslo izquierdo, dejando su pierna izquierda paralizada. Después de ser bañado en las aguas del manantial, se liberó del dolor y pudo caminar. La disminución del tamaño del tumor se produjo de inmediato, aunque la verificación final se realizó en febrero de 1964, fecha en la que no sólo el tumor había desaparecido por completo, sino que además se había recalcificado la unión con la cadera, habiendo retornado Vittorio a su vida normal. La curación fue reconocida el 26 de mayo de 1976 en la diócesis de Trento.

- Serge Perrin, de Lion-d’Angers. Visitó Lourdes el 1 de mayo de 1970 a la edad de 41 años. Sufría de hemiplejía recurrente del lado derecho, con lesiones oculares, por trombosis bilateral de la arteria carótida. Los síntomas, que incluían dolor de cabeza, deterioro del habla y de la visión, y parálisis parcial del lado derecho, comenzaron sin advertencia previa en febrero de 1964. Durante los siguientes seis años vivió confinado a una silla de ruedas, casi ciego. En 1969 viajó a Lourdes, retornando en el mismo estado alarmante. Durante su peregrinación a Lourdes en 1970, sintió un calor repentino de pies a cabeza, retornando su visión y su capacidad de caminar sin ayuda alguna. Regresó de Lourdes con la confirmación médica de hallarse curado. Su curación fue reconocida oficialmente el 17 de junio de 1978 en la diócesis de Angers.

- Delizia Cirolli, luego Delizia Costa, de Paternò, Italia. Visitó Lourdes el 24 de diciembre de 1976 a la edad de 12 años. Padecía del Sarcoma de Ewing en la rodilla derecha. Los doctores sugirieron la amputación pues el avance de la enfermedad podría resultar fatal, pero sus padres se rehusaron. La madre llevó a la niña a Lourdes. A su retorno a Italia, el tumor evidenció una rápida regresión hasta desaparecer toda evidencia del mismo. El tumor dejó su tibia angulada, requiriéndose una operación correctiva (osteotomía). La niña recomenzó a caminar, comer, y vivir normalmente. Su curación fue reconocida el 28 de junio de 1989 en la diócesis de Catania. Ella se hizo enfermera.

- Jean-Pierre Bély, de La Couronne. Visitó Lourdes el 9 de octubre de 1987, a la edad de 51 años. Padecía esclerosis múltiple desde 1972 y su estado se deterioró año tras año. Cuando partió en peregrinación a Lourdes, el 5 de octubre de 1987, había sido reconocido por el sistema sanitario francés con un grado de invalidez total. En Lourdes, después de recibir la unción de los enfermos en la explanada del Santuario, experimentó una profunda paz interior. Repentinamente, recobró la sensibilidad táctil y pudo moverse nuevamente. En el acto, él no se atrevió a ponerse de pie. En la noche siguiente, una voz interior le repitió : «Levántate y anda», lo cual hizo. Como a él mismo le gustaba destacar: «el Señor ha curado primero mi corazón, y luego mi cuerpo». El médico que le atendió, Dr. Patrick Fontanaud, agnóstico, reconoció abiertamente que resulta científicamente inexplicable lo que sucedió. Después de 12 años de investigaciones médicas, su curación fue oficialmente reconocida el 9 de febrero de 1999 en la diócesis de Angoulême. Una comisión canónica declaró que esa curación fue «un signo eficaz de Cristo Salvador, que se consumó por la intercesión de Nuestra Señora de Lourdes».

- Anna Santaniello de Salerno, Italia. Nacida, en 1911, sufría una cardiopatía severa derivada de fiebre reumática aguda, conocida en el ambiente científico como enfermedad de Bouillaud.[11] Como consecuencia de su enfermedad, tenía dificultades para hablar, estaba incapacitada para caminar, y presentaba ataques de asma severos, cianosis en el rostro y los labios, y edemas en los miembros inferiores. El 16 de agosto de 1952, a la edad de 41 años, peregrinó a Lourdes con la organización italiana UNITALSI (Unión Nacional Italiana de Transporte de Enfermos a Lourdes y al Santuario Internacional). Ella hizo el viaje a Lourdes en tren en una camilla. Durante su estancia encontró asilo en Notre-Dame, precursor de la actual Casa de Nuestra Señora, en el Santuario, siendo objeto de vigilancia constante. El 19 de agosto de 1952 fue conducida e introducida a la piscina de Lourdes en camilla, saliendo del agua por sus propios medios. Esa misma tarde, participó de la procesión mariana de las antorchas. El Comité Médico Internacional de Lourdes calificó la curación de la mujer de "extraordinaria" en 1961. El 21 de septiembre de 2005, la curación milagrosa de Anna Santaniello fue reconocida oficialmente por monseñor Gerardo Pierro, arzobispo de la diócesis de Salerno, cuando ella contaba con 94 años de edad. Anna Santaniello confió más tarde que, estando enferma, no oró para sí misma en la gruta de Lourdes, sino por un joven de veinte años, Nicolino, que había perdido el uso de sus piernas después de un accidente. Permaneció soltera y, en el ejercicio de la profesión de enfermera pediátrica, trató desde su regreso a Italia a cientos de niños desfavorecidos.

Para los creyentes católicos, científicos o no, la atención no se centra en lo sorprendente o extraordinario de los hechos ocurridos, sino en Dios, de cuya autoridad emana el poder para realizarlos. Al igual que Jesús en los evangelios, "cuya discreción reduce al mínimo el riesgo de una posible interpretación mágica", los creyentes son llamados a vivir estos sucesos de forma sencilla, desconfiando de las grandes palabras. Para muchos escépticos, las presuntas curaciones son probablemente el resultado del efecto placebo. Los procedimientos metodológicos del santuario (el cual está subordinado a la Iglesia católica) a la hora de calificar las presuntas curaciones como milagros han recibido numerosas críticas a lo largo de los años, y las curaciones han sido consideradas un "fenómeno neuropsiquiátrico".

## Nuestra Señora de Lourdes y la "unidad de los cristianos"

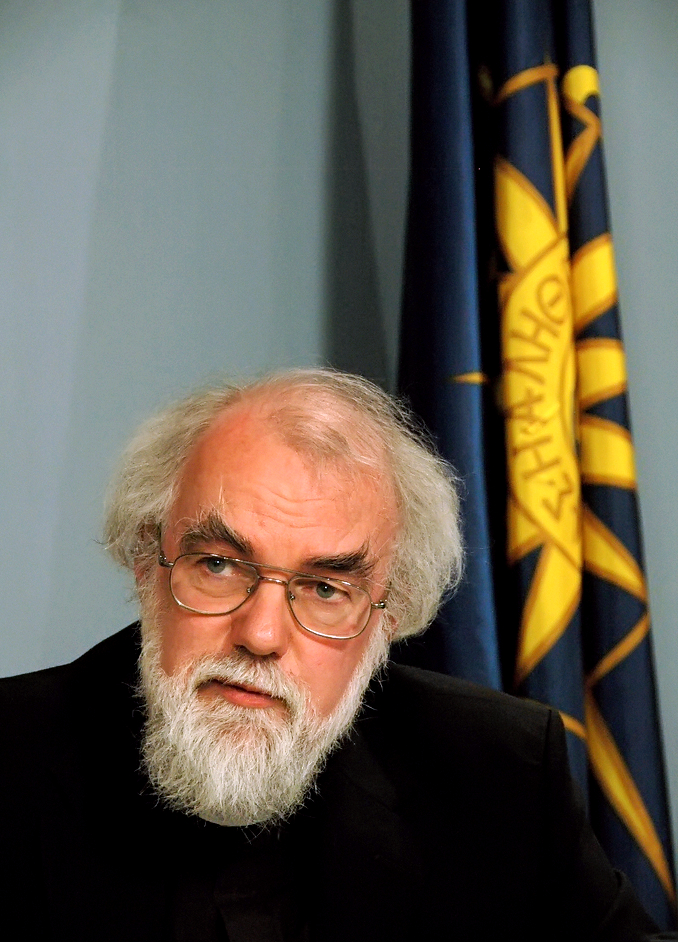
Rowan Williams

El 24 de septiembre de 2008, el Arzobispo de Canterbury y primado de la Comunión Anglicana Rowan Williams visitó personalmente el Santuario de Nuestra Señora de Lourdes para honrar a la Inmaculada Concepción, predicando ante 20 000 personas en la Eucaristía Internacional. En su homilía destacó:

María se nos presenta aquí como la primera misionera, «el primer mensajero del Evangelio», como la llamó el obispo de Lourdes, Perrier: el primer ser humano que llevó la buena nueva de Jesucristo a otra persona; cosa que hace simplemente llevando a Cristo dentro de sí. Ella nos recuerda que la misión comienza no con la entrega de un mensaje hecho de palabras sino en el camino hacia otra persona con Jesús en el corazón. Ella atestigua la primordial importancia de, sencillamente, llevar a Jesús, incluso antes de que existan las palabras o las acciones para mostrarle y explicarle. (...) Cuando María se le apareció a Bernadette, la primera vez lo hizo como una figura anónima, una hermosa mujer, una «cosa» misteriosa, no identificada aún como la Madre Inmaculada del Señor. Y Bernadette –inculta, carente de instrucción doctrinal– saltó de gozo, reconociendo que allí había vida, que allí estaba la cura. Recordad sus narraciones en las que habla de sus movimientos agraciados y ligeros a las órdenes de la Señora; como si ella, al igual que Juan en el vientre de Isabel, comenzara a bailar siguiendo la música del Verbo Encarnado que lleva su Madre. Sólo poco a poco encontrará Bernadette las palabras para que el mundo sepa; sólo poco a poco, podríamos decir, descubre cómo escuchar a la Señora y referir lo que tiene que decirnos. (...) Los vecinos, los maestros y el clero de la parroquia de Bernadette sabían lo que pensaban que necesitaban saber sobre la Madre de Dios, pero tuvieron que quedar sorprendidos por esta adolescente incapaz de expresarse, inerme e insignificante que había saltado de gozo reconociendo haber encontrado a María como madre, hermana, portadora de su Señor y Redentor. (...) Hoy aquí, con Isabel y Bernadette, decimos con agradecido estupor: «¿Qué he hecho para merecerme que la madre de mi Señor haya venido hasta mí?» Y reconocemos que el deseo de nuestro corazón ha sido satisfecho y lo más profundo de nuestro ser ha sido llevado a una nueva vida.
Rowan Williams, ex-arzobispo de Canterbury y primado de la Comunión anglicana

Este hecho fue considerado como muy significativo en orden a la unidad de los cristianos y fue seguido por la visita histórica del papa Benedicto XVI al primado anglicano el 17 de septiembre de 2010, en ocasión del 50 aniversario del primer encuentro de un papa y un arzobispo de Canterbury en los tiempos modernos, el de Juan XXIII y el arzobispo Geoffrey Fisher, el 2 de diciembre de 1960. A ello a su vez siguió el recibimiento de Benedicto XVI a Williams en la Ciudad del Vaticano el 18 de noviembre de 2010, poco después de que cinco obispos anglicanos anunciaran su pase a la Iglesia católica, aprovechando el nuevo ordinariato creado a tal fin por la Santa Sede. En tal ocasión, el Papa y Williams oraron juntos. En el sentir de la Iglesia, Nuestra Señora de Lourdes constituye un camino de superación de las divisiones entre los cristianos, en orden al cumplimiento del mandato de Jesús: "Que todos sean uno" (Juan 17, 21).

## Las apariciones en cine y televisión

### Cine
- 1909 - Bernadette Soubirous et les Apparitions de Lourdes (Francia) [Cortometraje][24]
- 1923 - Credo ou la tragédie de Lourdes /El milagro de Lourdes (Francia)[25]
- 1926 - Le miracle de Lourdes /El milagro de Lourdes (Francia)[26]
- 1929 - La vie merveilleuse de Bernadette (Francia)[27]
- 1932 - Visions de Lourdes (Bélgica) [Cortometraje Documental][28]
- 1935 - La Vierge du rocher (Francia)[29]
- 1943 - The Song of Bernadette /La Canción de Bernadette (EUA)
- 1955 - Lourdes et ses miracles (Francia) [Documental][30]
- 1961 - Il suffit d'aimer /El amor basta /El amor de Bernadette (Francia, Italia)[31][32]
- 1964 - Aquella joven de blanco /Bernadette de Lourdes /El milagro de Lourdes /Bernardita de Lourdes (España)[33]
- 1988 - Bernadette (Francia, Suiza, Luxemburgo)[34]
- 1989 - La passion de Bernadette (Francia)[35]
- 2007 - Our Lady of Lourdes (India)[36]
- 2011 - Je m'appelle Bernadette (Francia)[37]

### Televisión
Películas para TV:
- 1961 - Bernadette Soubirous (Alemania) [Telefilme][38]
- 1967 - L'affaire Lourdes (Francia) [Telefilme][39]
- 1989 - Bernadette, The Princess of Lourdes /Bernadette, La princesa de Lourdes (EUA) [Video Cortometraje Animación][40]
- 2000 - Lourdes /Lourdes, un milagro en la Tierra (Francia, Italia, Luxemburgo) [Telefilme][41]
- 2008 - 1858, Le film des Apparitions (Francia) [Video][24]
- 2011 - Saint Bernadette of Lourdes (EUA) [Video][42]
- 2013 - Une femme nommée Marie (Francia) [Telefilme][43]

Series de TV:
- 1955-1967 - ITV Television Playhouse (Reino Unido) {Episodio: "Test of Truth" (07.Feb.1958)} [TV-Serie][44]
- 1958-1960 - Westinghouse Desilu Playhouse /Espejo del destino (EUA) {Episodio: "Song of Bernadette" (13.Oct.1958)} [TV-Serie][45]
- 1979-1982 - Los especiales de ATC (Argentina) {Episodio: "Bernardette" (1981)} [TV-Serie][46]